# Neochelonia funeralis
Neochelonia funeralis är en fjärilsart som beskrevs av Bang-haas 1934. Neochelonia funeralis ingår i släktet Neochelonia och familjen björnspinnare. Inga underarter finns listade i Catalogue of Life.